# Astris
Astris je v řecké mytologii jedna z Hélioven, dcer boha Hélia. Vdala se za říčního boha Hydaspése (dnes řeka Džihlam), a stala se matkou Deriadese, krále Indie.